# نظرية الصراع الاجتماعي
إن نظرية الصراع الاجتماعي هي نظرية اجتماعية مبنية على الماركسية والتي تقول بأن الأفراد والجماعات (الطبقات الاجتماعية) داخل المجتمع لديهم كميات مختلفة من الموارد المادية وغير المادية (الأغنياء مقابل الفقراء) وأن الجماعات الأكثر قوة تستخدم نفوذها من أجل استغلال الجماعات الأقل قوة.
يحدث هذا الاستغلال بطريقتين هما من خلال القوة الغاشمة التي عادة ما يستخدمها البوليس والجيش والاقتصاد. ويقول أصحاب نظريات الصراع الاجتماعي الأوائل أن المال هو الآلية التي تخلق الفوضى الاجتماعية. كما توضح أيضًا النظرية أن المجتمع يتم إنشاؤه من الصراع الاجتماعي الدائر بين الجماعات المختلفة. وهناك نظريات أخرى عن الانحراف، النظرية الوظيفية ونظرية التحكم ونظرية الضغط. كما أنها تشير إلى أنواع مختلفة من التفاعل الاجتماعي الإيجابي الذي قد يحدث في إطار العلاقات الاجتماعية.
«فيما يتعلق بدفع إيجار للإسكان. يجادل صاحب نظرية الصراع أن هذه العلاقة غير متكافئة وتفضل أصحاب المنازل. فقد يدفع المستأجرين إيجارًا لمدة 50 عامًا وبرغم ذلك لا يكون لهم أي حق أو استفادة اقتصادية من الملكية. وهذا النوع من العلاقة هو ما يستخدمه صاحب نظرية الصراع لإظهار أن العلاقات الاجتماعية هي حول النفوذ والاستغلال.»
يواصل بادجيت حديثه قائلاً «يجادل ماركس أنه من خلال عملية جدلية، كان التطور الثقافي-الاجتماعي موجهًا بواسطة نتيجة صراع الطبقات الاجتماعية. وتجادل الماركسية أن التاريخ البشري يتحدث كله عن هذا الصراع، وهو أنه نتيجة لاستغلال الأغنياء الأقوياء للفقراء الضعفاء. ومن هذا المنظور، يُصنع المال من خلال استغلال العامل. وهناك من يقول أنه من أجل كسب صاحب مصنع للأموال، يجب عليه دفع أجور للعاملين أقل مما يستحقونها.» 
وبالتالي، تقول النظرية الاجتماعية أن الجماعات داخل المجتمع الرأسمالي تميل إلى التفاعل بطريقة مدمرة، والتي لا تسمح بأي منفعة متبادلة والقليل من التعاون. ويتمثل الحل الذي تقترحه الماركسية في ثورة العمال لكسر الهيمنة السياسية والاقتصادية للطبقة الرأسمالية بهدف إعادة تنظيم المجتمع على أسس من الملكية الجماعية والرقابة الديمقراطية الشاملة.

## نظريات الصراع الاجتماعي
وفقًا لكارل ماركس، هناك فئتان اجتماعيتان رئيسيتان في جميع المجتمعات الطبقية وهما: الطبقة الحاكمة والطبقة المحكومة. حيث تستمد الطبقة الحاكمة قوتها من ملكيتها وسيطرتها على قوى الإنتاج. وتستغل الطبقة الحاكمة الطبقة المحكومة وتضطهدها. ونتيجة لذلك هناك صراع رئيسي في المصالح بين الطبقتين. 
تعد مؤسسات المجتمع المختلفة مثل النظام القانوني والسياسي أدوات لهيمنة الطبقة الحاكمة كما أنها تعمل على تعزيز مصالحها. ويعتقد ماركس أن المجتمع الغربي تطور على مدار أربعة عصور رئيسية- وهي الشيوعية الأولية والمجتمع القديم والمجتمع الإقطاعي والمجتمع الرأسمالي. 
يمثل الشيوعية الأولية مجتمعات ما قبل التاريخ وهي تقدم المثال الوحيد للمجتمع اللا طبقي. ومن ثم تم تقسيم جميع المجتمعات إلى طبقتين رئيسيتين - السادة والعبيد في عصر المجتمع القديم، واللوردات والعبيد في المجتمع الإقطاعي والرأسمالي والعمال العاملين بالأجور في المجتمع الرأسمالي. ويرى ويبر طبقة من الناحية الاقتصادية، فيقول إن الطبقات تتطور في اقتصادات السوق التي يتنافس بها الأفراد لتحقيق مكاسب اقتصادية. 
يعرف ماكس فيبر الطبقة بأنها مجموعة من الأفراد الذين يتشاركون موقفًا مماثلاً في اقتصاد السوق وبحكم هذا الواقع يحصلون على مكافآت اقتصادية مماثلة. وبالتالي فإن وضع طبقة الشخص يمثل بشكل أساسي وضعه في السوق. وأولئك الذين يتشاركون وضع طبقة مماثلاً يتشاركون أيضًا في فرص حياة مماثلة. ويؤثر وضعهم الاقتصادي بشكل مباشر على فرصهم في الحصول على تلك الأشياء المعروفة بأنها مرغوبة في مجتمعهم. 
يجادل ماكس فيبر أن الانقسام الطبقي الرئيسي يحدث بين أولئك الذين يملكون قوى الإنتاج وأولئك الذين لا يملكونها. وصنف الطبقة التالية في المجتمع الرأسمالي: الطبقة العليا المالكة وطبقة العمال المهنيين الأقل ملكية الذين يعملون بأجر والطبقة البرجوازية الصغيرة وطبقة من يمارسون العمل اليدوي.

## وصلات خارجية
- مصطلح «البرجوازية» وإسقاطه على الطّبقات الغنية في المجتمعات العربية(تدوينة)
- UNDERSTANDING CONFLICT AND WAR: VOL. 2: THE CONFLICT HELIX By R.J. Rummel
- Critical Theory